# Bipunctoprimitia
Bipunctoprimitia is een geslacht van uitgestorven kreeftachtigen uit de klasse van de Ostracoda (mosselkreeftjes).

## Soort
- Bipunctoprimitia bipunctata (Henningsmoen, 1955) Gailite, 1991 †